# East Marden
East Marden är en by i civil parish Marden, i distriktet Chichester, i grevskapet West Sussex i England. Byn är belägen 11 km från Chichester. East Marden var en civil parish fram till 1933 när blev den en del av Marden. Civil parish hade 80 invånare år 1931.